# 須田孝太郎
須田 孝太郎 （すだ こうたろう、1888年1月16日 – 1936年6月28日 ）は、日本の実業家。
小林多喜二の小説でもある「蟹工船」の創業者。露領水産組合評議員、雲城会幹事、小浜港湾修築期成同盟会評議員。

## 略歴
明治21年（1888年）1月16日、小浜市太興寺に生まれる。小浜市立松永小学校をへて明治36年 – 旧制小浜中学校中退。旧制成城中学校卒業。
大正5年 – カムチャッカで紅サケ缶詰工場経営。昭和2年 – 大同漁業を設立、専務取締役、社長を歴任。
昭和7年 – 日魯漁業と合同、重役となる。昭和10年 – 日露漁業協会理事長。

## 逸話
- 旧制小浜中学校の第8回生として入学したが、2年生の折、同級生と一緒に授業をサボタージュし、首謀者として退学処分を受けた。その後、上京し、旧制成城中学校を卒業したのであるが、東京では、丁度その頃、浜中を卒業してきた松見松太郎（明治食品社長）、内藤益治郎（川越商業学校長）と3人で同じ家に下宿していた。